# 先手組
先手組（さきてぐみ）は、江戸幕府の軍制の一つ。職制上は若年寄に属し、治安維持の役割を担った。
先手とは先陣･先鋒という意味であり、戦闘時には徳川家の先鋒足軽隊を務めた。徳川家創成期には弓・鉄砲足軽を編制した部隊として合戦に参加した。しかし、江戸時代に入ってからは戦乱があまり起こらなかったので、平時は江戸城に配置されている各門の警備、将軍外出時の警護、江戸城下の治安維持等を務めた。
先手頭は、六位相当の布衣役で、役高1500石のほかに役扶持として60人扶持が支給された。また、先手頭は「各大名家の『御頼みの旗本衆』とされ、幕府との事前打合や報告同行などを勤めるため、由緒ある旧家の人が任命されていた。先手頭は先手弓頭(御先弓頭、総御弓頭とも)と先手鉄砲頭(御先筒頭、総御鉄砲頭とも)とを併称した職名である。
時代により組数に変動があり、一例として弓組約10組と筒組（鉄砲組）約20組の計30組で、各組には組頭1騎、与力が10騎、同心が30から50人程配置されていた。
同じく江戸城下の治安を預かる町奉行が役方（行政・経済関連の役職や組織、文官）であり、その部下である町与力や町同心とは対照的に、御先手組は番方（武備を受けもつ役職や組織、武官）であり、その部下である組与力・組同心の取り締まり方は極めて荒っぽく、江戸の民衆から恐れられたという。
火付盗賊改方の長官は、先手頭1名が加役として兼務したが、「毎年十月から翌年三月にかけてさらに追加の一名が出役し、その時点で先任者を『加役』の本役と称し、追加の新任者を単に加役と呼び習わし」た。